# Det femte offret
Det femte offret (While the City Sleeps) är en amerikansk film från 1956 i regi av Fritz Lang. Filmen hade svensk premiär 28 januari 1957.

## Handling
Efter tidningsmagnatens död pågår en maktkamp mellan direktörerna. Samtidigt härjar en seriemördare och kvinnorna i New York är rädda. Tidningsreportern Edward Mobley försöker hindra tidningsimperiet från att falla i fel händer, fånga mördaren och klara av sitt förhållande med fästmön.

## Rollista
- Dana Andrews - Edward Mobley
- Rhonda Fleming - Dorothy Kyne
- George Sanders - Mark Loving
- Howard Duff - Burt Kaufman
- Thomas Mitchell - John Day Griffith
- Vincent Price - Walter Kyne
- Sally Forrest - Nancy Liggett
- John Barrymore Jr. - Robert Manners
- James Craig - "Ärlige" Harry Kritzer
- Ida Lupino - Mildred Donner
- Robert Warwick - Amos Kyne
- Mae Marsh - Fru. Manners